# Propaganda v Sovjetski zvezi
Komunistična propaganda v Sovjetski zvezi je temeljila na marksistično-leninistični ideologiji z namenom krepitve oblasti komunistične partije. Propaganda je bila eden izmed mnogih načinov, ki jih je Sovjetska zveza skušala nadzorovati. Med vladanjem Josifa Stalina je propaganda prodrla celo v družbene in naravoslovne vede, kar je botrovalo tudi psevdoznanstveni teoriji lisenkizma, medtem ko so bila celotna področja znanosti, kot so genetika, kibernetika in sociologija, politično obsojena in prepovedana kot »meščanska psevdoznanost«.
Glavno telo za cenzuro v Sovjetski zvezi, Glavlit, je bilo zaposleno ne samo s cenzuro oz. preprečevanjem kakršnihkoli neželenih tiskanih materialov, temveč tudi "s skrbjo, da je bil vsak objavljeni prispevek pravilno ideološko naravnan". V času vladanja Josifa Stalina so odstopanje od diktatov uradne propagande kaznovali z usmrtitvami in delovnimi taborišči. Po Stalinovi smrti so te kazenske ukrepe nadomestili kazenska psihiatrija, zapor, prepoved javnega delovanja/objavljanja in izguba državljanstva.